# Laurinská brána

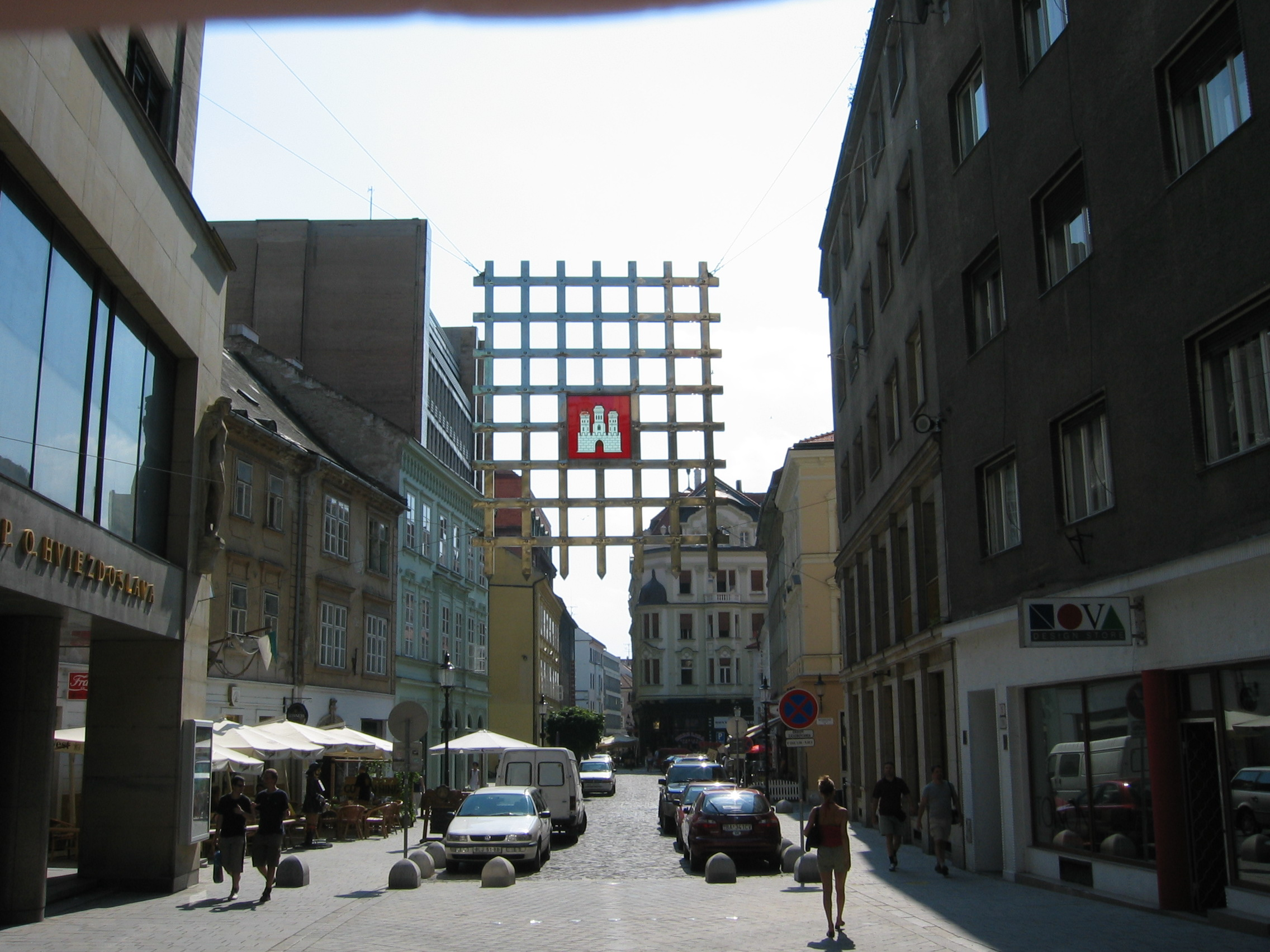
Laurinská ulice se zavěšenou mříží na místě bývalé Laurinské brány

Laurinská brána byla jednou ze čtyř bran městského opevnění Bratislavy s věží. Byla postavena v 13. století a zbořena v roce 1778.
V současnosti je na místě bývalé Laurinské brány zavěšena mříž ukotvená na lanech, která má symbolizovat bývalé městské opevnění. Nachází se zde činohra Slovenského národního divadla, Divadlo Pavla Országha Hviezdoslava (DPOH).